# Teratozephyrus
Teratozephyrus là một chi bướm ngày thuộc họ Lycaenidae.